# In 't kleine café aan de haven

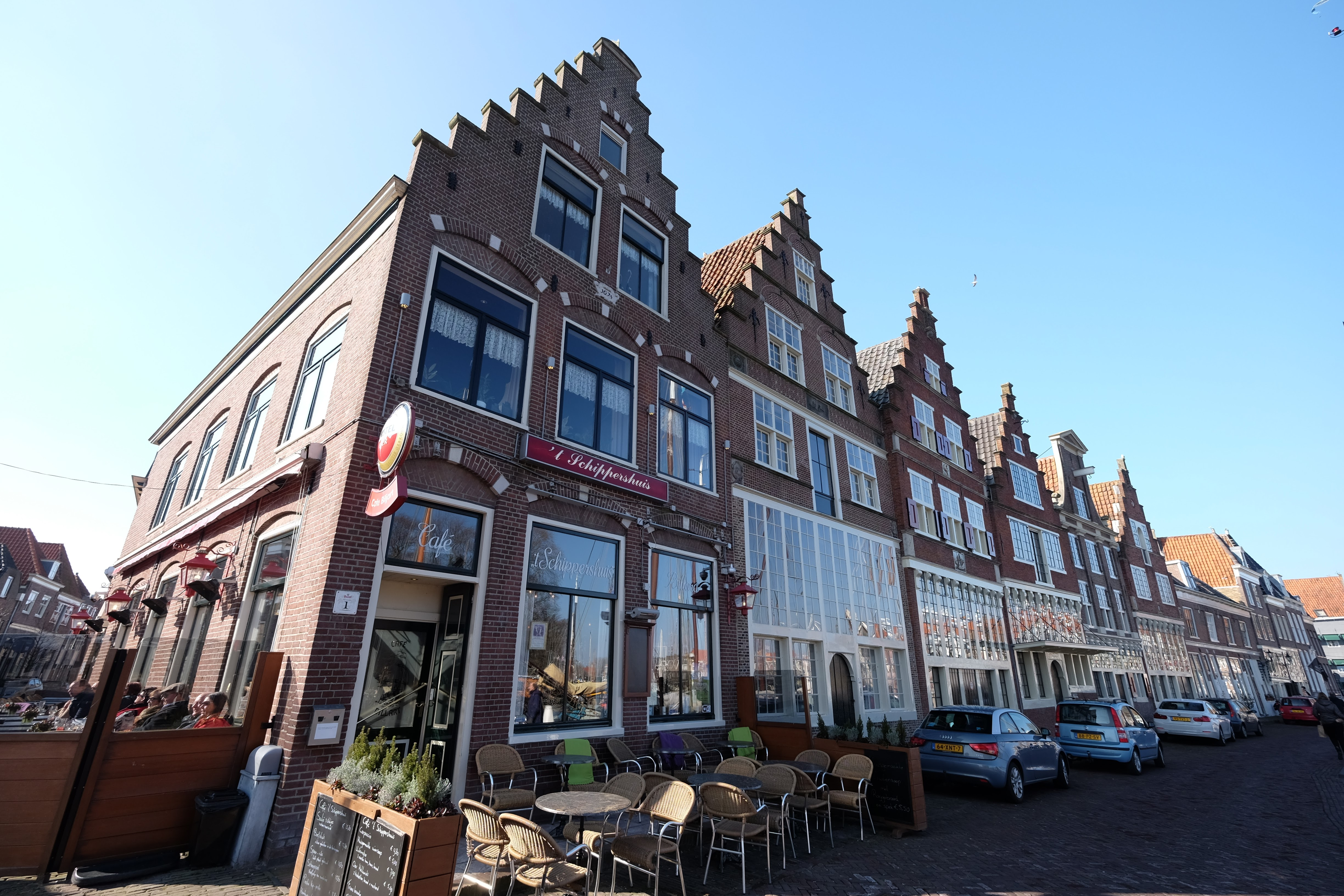
Café in Hoorn waar het lied geschreven is.

In 't kleine café aan de haven is een single van Pierre Kartner. Het is tevens zijn bekendste lied en wordt heden ten dage wel als evergreen gezien.

## Geschiedenis
Het lied dat bol staat van de nostalgie zat al een jaar in het hoofd van Pierre Kartner, toen hij het uiteindelijk uitbracht. Het is geschreven in 't Schippershuis, een café dat zich prominent in de haven van Hoorn bevindt. In 1976 stond het lied slechts drie weken in de Nationale Hitparade en acht weken in de Nederlandse Top 40, een (relatief) matig resultaat voor een single. Het plaatje zorgde echter al snel voor een muzikale splitsing in muziekliefhebbend Nederland: je liep ermee weg of je haatte het lied grondig. Bij aankondiging in de hitparades werd er soms laatdunkend over gedaan, terwijl toch een deel van de bevolking het een prachtig lied vond, zeker de "gewone" man.
Het relatief geringe succes in Nederland leidde echter in binnen- en buitenland tot talloze covers. Mireille Mathieu nam het op onder de titel Le vieux café de la Rue d’Amérique en Joe Dassin onder de titel Le café des Trois colombes. Wellicht het meeste succes had Peter Alexander in Duitsland met zijn versie Die kleine Kneipe. De Franse versie zorgde ook meteen voor bekendheid in Canada. Vervolgens kwamen Finland, Zweden, Cuba en Ierland aan de beurt. Ook in Tsjechië zijn er meerdere versies (bv. Hospůdko známá van Jaromír Mayer). In de Verenigde Staten zong Audrey Landers het onder My favourite cafe on the harbour. Wat zeker het succes niet in de weg stond was dat bijvoorbeeld ook artiesten als Demis Roussos (The Red Rose Cafe), Engelbert Humperdinck (The little cafe by the harbour) en James Last het op hun repertoire zetten.
Bekendheid in Nederland werd onderhouden door talloze artiesten waaronder De Kermisklanten, maar ook André Rieu speelde het vaak. Carike Keuzenkamp zorgde in 1999 voor bekendheid in Zuid-Afrika onder de titel Klein strandkaffeetje.

## Hitnoteringen

### Nederlandse Top 40
| Hitnotering: 03-01-1976 t/m 21-02-1976 | Hitnotering: 03-01-1976 t/m 21-02-1976 | Hitnotering: 03-01-1976 t/m 21-02-1976 | Hitnotering: 03-01-1976 t/m 21-02-1976 | Hitnotering: 03-01-1976 t/m 21-02-1976 | Hitnotering: 03-01-1976 t/m 21-02-1976 | Hitnotering: 03-01-1976 t/m 21-02-1976 | Hitnotering: 03-01-1976 t/m 21-02-1976 | Hitnotering: 03-01-1976 t/m 21-02-1976 | Hitnotering: 03-01-1976 t/m 21-02-1976 |
| Week:                                  | 1                                      | 2                                      | 3                                      | 4                                      | 5                                      | 6                                      | 7                                      | 8                                      |                                        |
| -------------------------------------- | -------------------------------------- | -------------------------------------- | -------------------------------------- | -------------------------------------- | -------------------------------------- | -------------------------------------- | -------------------------------------- | -------------------------------------- | -------------------------------------- |
| Positie:                               | 30                                     | 25                                     | 19                                     | 16                                     | 16                                     | 33                                     | 36                                     | 39                                     | uit                                    |

### NederlandseSingle Top 100
| Hitnotering: 17-01-1976 t/m 06-02-1976 | Hitnotering: 17-01-1976 t/m 06-02-1976 | Hitnotering: 17-01-1976 t/m 06-02-1976 | Hitnotering: 17-01-1976 t/m 06-02-1976 | Hitnotering: 17-01-1976 t/m 06-02-1976 |
| Week:                                  | 1                                      | 2                                      | 3                                      |                                        |
| -------------------------------------- | -------------------------------------- | -------------------------------------- | -------------------------------------- | -------------------------------------- |
| Positie:                               | 21                                     | 19                                     | 21                                     | uit                                    |

### NPO Radio 2 Top 2000
| Nummer met noteringen in de NPO Radio 2 Top 2000 | '99 | '00 | '01  | '02  | '03  | '04 | '05 | '06 | '07 | '08 | '09  | '10  | '11  | '12  | '13 | '14  |
| ------------------------------------------------ | --- | --- | ---- | ---- | ---- | --- | --- | --- | --- | --- | ---- | ---- | ---- | ---- | --- | ---- |
| In 't kleine café aan de haven                   | 564 | 785 | 1715 | 1127 | 1184 | 876 | 906 | 884 | 965 | 921 | 1414 | 1749 | 1603 | 1879 | -   | 1913 |

1. ↑  Een '-' betekent dat het nummer niet was genoteerd en een vetgedrukt getal geeft de hoogste notering aan.
2. ↑  Deze tabel is bijgewerkt tot en met de laatste editie (2024).

### Evergreen Top 1000
| Evergreen Top 1000 "In 't kleine café aan de haven" | Evergreen Top 1000 "In 't kleine café aan de haven" | Evergreen Top 1000 "In 't kleine café aan de haven" | Evergreen Top 1000 "In 't kleine café aan de haven" | Evergreen Top 1000 "In 't kleine café aan de haven" | Evergreen Top 1000 "In 't kleine café aan de haven" | Evergreen Top 1000 "In 't kleine café aan de haven" | Evergreen Top 1000 "In 't kleine café aan de haven" | Evergreen Top 1000 "In 't kleine café aan de haven" | Evergreen Top 1000 "In 't kleine café aan de haven" | Evergreen Top 1000 "In 't kleine café aan de haven" | Evergreen Top 1000 "In 't kleine café aan de haven" | Evergreen Top 1000 "In 't kleine café aan de haven" | Evergreen Top 1000 "In 't kleine café aan de haven" | Evergreen Top 1000 "In 't kleine café aan de haven" | Evergreen Top 1000 "In 't kleine café aan de haven" | Evergreen Top 1000 "In 't kleine café aan de haven" |
| Jaar                                                | 2008                                                | 2009                                                | 2010                                                | 2011                                                | 2012                                                | 2013                                                | 2014                                                | 2015                                                | 2016                                                | 2017                                                | 2018                                                | 2019                                                | 2020                                                | 2021                                                | 2022                                                | 2023                                                |
| --------------------------------------------------- | --------------------------------------------------- | --------------------------------------------------- | --------------------------------------------------- | --------------------------------------------------- | --------------------------------------------------- | --------------------------------------------------- | --------------------------------------------------- | --------------------------------------------------- | --------------------------------------------------- | --------------------------------------------------- | --------------------------------------------------- | --------------------------------------------------- | --------------------------------------------------- | --------------------------------------------------- | --------------------------------------------------- | --------------------------------------------------- |
| Positie                                             | 190                                                 | 699                                                 | 689                                                 | 689                                                 | 689                                                 | 173                                                 | 261                                                 | 211                                                 | 147                                                 | 130                                                 | 419                                                 | 490                                                 | 484                                                 | 610                                                 | 401                                                 | 303                                                 |